# Universität Mannheim
Universität Mannheim ligger i Mannheim i den tyske delstat Baden-Württemberg. En stor del af universitetet er placeret på Schloss Mannheim, der er Europas næststørste barokslot, kun Versailles i Frankrig er større.
Universität Mannheim blev oprettet som handelshøjskole i 1907 og blev omdannet til universitet i 1967. Allerede tidligt i 1900-tallet blev der dog undervist i andet end kommercielle fag.

## Eksterne links
- Wikimedia Commons har flere filer relateret til Universität Mannheim

49°28′59″N 8°27′43″Ø / 49.483°N 8.461811°Ø